# Pueblo (Siedlung)

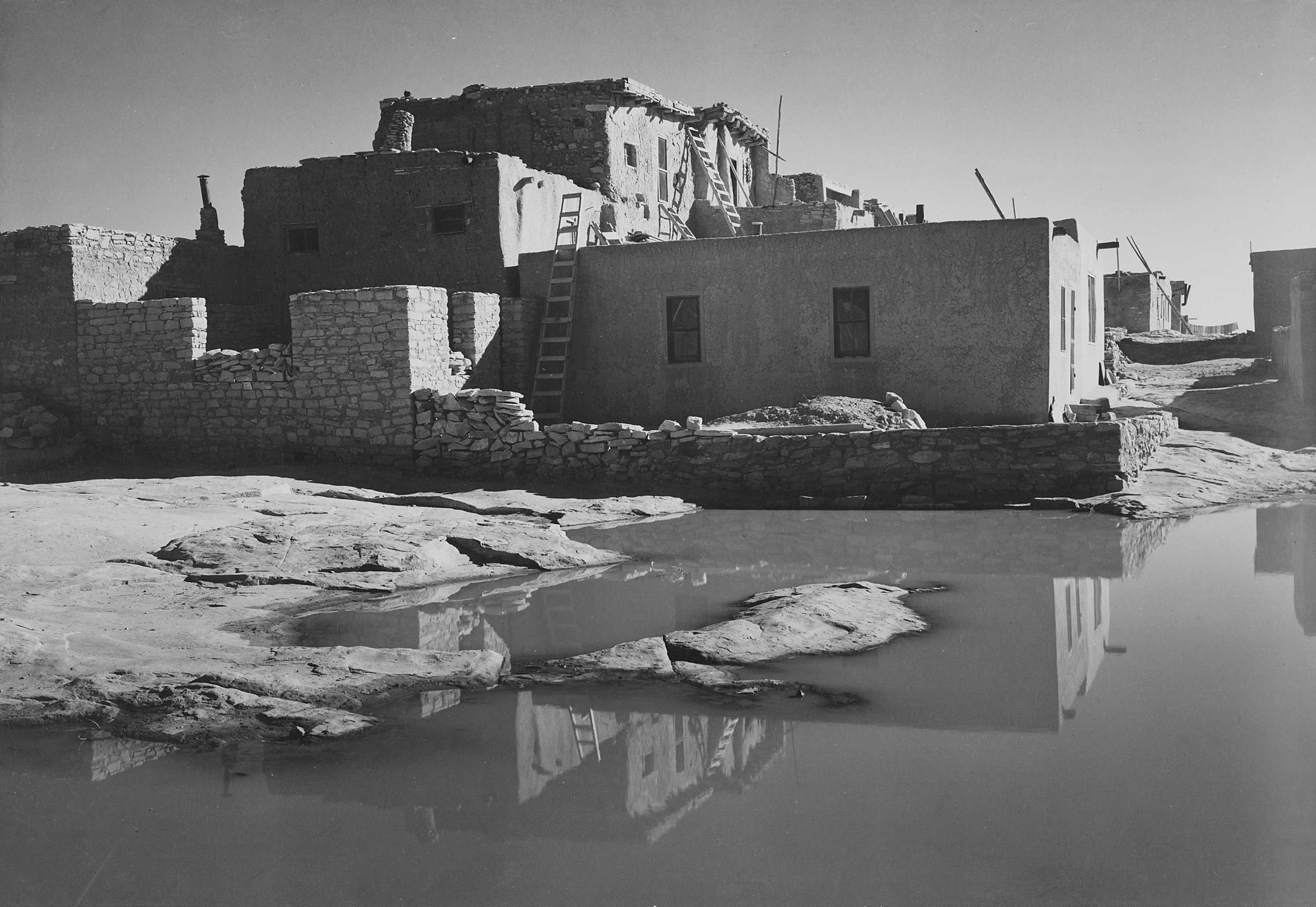
Adobe-Häuser der Acoma

Ein Pueblo (spanisch: „Dorf“) ist eine vor allem in New Mexico und Colorado verbreitete Siedlungsform der Pueblo-Kultur.
Gab es vor der europäischen Eroberung zum Beispiel in New Mexico noch über hundert solcher Siedlungen, sind dort heute nur noch neunzehn bewohnt.
Sie wurden entweder in Adobe-Bauweise oder aus Stein errichtet, wobei eine Mischung aus Sand, Lehm und Wasser als Mörtel diente. Die Wände erhielten zum Teil einen Verputz aus hellem Lehm. Ein Pueblo kann bis zu fünf Stockwerke haben und mehrere hundert Räume umfassen. Beispiel: Pueblo Bonito im Chaco Canyon mit etwa 800 Räumen und über 30 Kivas. Die höheren Stockwerke wurden immer ein Stück zurückversetzt und waren über außen angelehnte Leitern zu erreichen, so dass der Komplex ein treppenförmiges Aussehen erhielt.
In der Grundform variieren die Anlagen, sie können viereckig, D-förmig oder oval sein. Meistens zentral gelegen befindet sich innerhalb des Pueblos eine freie Fläche mit einer großen Kiva. Um diese herum gruppiert sind die Blöcke der Wohn- und Lagerräume sowie weitere Kivas. Die einzelnen Räume waren zum Teil mit Türöffnungen in Reihe miteinander verbunden, konnten aber auch separate Eingänge haben. Generell war der Zutritt zu den Räumen niemals direkt von außen möglich, Türöffnungen waren stets zum Inneren des Komplexes gerichtet. An den heute noch erhaltenen Ruinen der Pueblos sind auch Unterschiede im Zugang zu den Anlagen festzustellen. Zum einen gab es Pueblos mit einer fast ganz offenen Seite, bei anderen, zum Beispiel im Aztec Ruins National Monument, fanden sich mehrere Eingänge in den Außenmauern. Zum Schutz vor Feinden konnte die Siedlung aber auch eine geschlossene Außenmauer haben. Der Weg hinein oder heraus führte dann ausschließlich über Leitern.
Insgesamt stand beim Bau der früheren Pueblos das Ziel im Vordergrund, sich verteidigen zu können. Die heute noch bewohnten Pueblos zeigen im Gegensatz dazu zwar noch immer den typischen Baustil, haben jedoch nicht mehr den Charakter einer fast unzugänglichen Festung wie die alten Siedlungen.
Die Pueblos ähneln den Ksur der Berber in der Sahara.